# Gammu
Gammu – nazwa pakietu służącego do komunikacji telefonu komórkowego z komputerem rozpowszechnianego na licencji GNU General Public License. Pakiet ten jest obecnie podstawą do działania innych aplikacji i projektów. Obsługuje głównie telefony Nokii.
Pierwsze wersje Gammu rozpowszechniane były pod nazwą MyGnokii2. Pakiet jest rozwinięciem pakietu Mygnokii, jego kontynuacją jest pakiet Gammu+ (który jest obecnie we wstępnej fazie rozwoju i obsługuje jedynie telefony Nokii).